# Otto Brandenburg
Otto Herman Max Brandenburg (født Willberg 4. september 1934 i Hejnsvig, død 1. marts 2007) var en dansk musiker, sanger og skuespiller.

## Karriere

### Musik og teater
Han debuterede i 1955 i ensemblet Four Jacks, men blev hurtigt solist og udråbt til dansk rock- og twist-konge. Siden udbyggede han sit pop-repertoire til visesang og jazz og var desuden en flittigt benyttet skuespiller. Han har udgivet plader for EMI i Sverige og Tyskland og gik i Tyskland under navnet "Ole Brandenburg". I 1960 deltog han i Dansk Melodi Grand Prix med sangen To Lys På Et Bord, som ikke vandt, men alligevel blev en landeplage. I 1962 deltog han i det svenske grand prix. I 1969 betrådte han nye, musikalske veje med sin egen tekst til en amerikansk melodi i julesangen "Søren Banjomus", som han selv sang til tidløs succes.
I 1970'erne dannede han ofte par på scenen med Vivi Bak, og i 1980'erne sang han ofte tekster af Halfdan Rasmussen og Evert Taube. Det blev til mange plader, engagementer i diverse shows og tv-optrædener. I de senere år holdt Otto Brandenburg en lavere profil.

### Film
For sine roller i filmene Hør, var der ikke en som lo? og Gummi Tarzan modtog Otto Brandenburg en Bodil. Han medvirkede også i Lars von Triers tv-serie Riget I og Riget II.
I 1996 medvirkede Otto Brandenburg i Disney's Pixar animationsfilm Toy Story med sangen "You've Got a Friend In Me" (Dansk: "Du er min bedste ven") originalt skrevet og også sunget i den amerikanske udgave af filmen af Randy Newman.
Brandenburgs sidste arbejdsopgave var som hanbjørnen (stemme) i tegnefilmen Drengen der ville gøre det umulige fra 2002.

## Privatliv
Otto Brandenburg var født i Hejnsvig ved Grindsted, men voksede op på P.D. Løvs Allé på Ydre Nørrebro i København. Han kom efter skolegangen på Stevnsgades Skole i lære som maskinarbejder på den nærliggende fabrik Vølund. I sin fritid spillede han i Ib Glindemanns Big Band. Desuden blev han i 1953 københavnsmester i boksning i letweltervægt.
Otto Brandenburg havde kælenavnet "baggårdspumaen", med hentydning til hans ludende gang, som havde skygger af bokseren i sig.
I en årrække boede han sammen med komikeren Jørgen Ryg i dennes lejlighed på Nørrebro.
Han var gift med Ina Jørgensen fra 1961 til 1966. Sammen fik de en datter.
Han boede senere sammen med flere kvinder, inden han i de sidste mange år af sit liv levede en tilbagetrukket tilværelse med sin kæreste, tv-produceren Hanne Mynster i et rækkehus i Kongens Lyngby. Hanne, huset, staudebedet og fornøjelsen ved børn og børnebørn var det, der betød allermest for ham.[kilde mangler]
Den 14. november 2006 blev den uofficielle biografi Otto Brandenburg – spor af en baggårdspuma udgivet på GAFFA forlag. Samme år udgav EMI en 4-dobbelt cd med indspilninger fra de første pop-år i karrieren.
Otto Brandenburg døde 1. marts 2007 efter et sygdomsforløb, 72 år gammel.

## Filmografi
- Styrmand Karlsen (1958)
- Sømand i knibe (1960)
- Mine tossede drenge (1961)
- Prinsesse for en dag (1962)
- Don Olsen kommer til byen (1964)
- Den gale dansker (1969)
- Smuglerne (1970)
- Guld til præriens skrappe drenge (1971)
- Bennys badekar (1971)
- Tandlæge på sengekanten (1971)
- Revolutionen i vandkanten (1971)
- Med kærlig hilsen (1971)
- Mor, jeg har patienter (1972)
- Man sku' være noget ved musikken (1972)
- Lenin, din gavtyv (1972)
- Mig og Mafiaen (1973)
- I Tyrens tegn (1974)
- Tillykke Herbert (1974)
- Prins Piwi (1974)
- Bejleren - en jysk røverhistorie (1975)
- Familien Gyldenkål (1975)
- Piger i trøjen (1975)
- Blind makker (1976)
- Spøgelsestoget (1976)
- Sømænd på sengekanten (1976)
- Hopla på sengekanten (1976)
- Strømer (1976)
- Julefrokosten (1976)
- Hærværk (1977)
- Familien Gyldenkål vinder valget (1977)
- Pas på ryggen, professor (1977)
- Hør, var der ikke en som lo? (1978)
- Mig og Charly (1978)
- Trællene (1978)
- Trællenes oprør (1979)
- Krigernes børn (1979)
- Næste stop - Paradis (1980)
- Strejferne (1980)
- Langturschauffør (1981)
- Har du set Alice? (1981)
- Gummi Tarzan (1981)
- Thorvald og Linda (1982)
- Kidnapning (1982)
- Tre engle og fem løver (1982)
- Ballerup Boulevard (1986)
- Skyggen af Emma (1988)
- Kærlighed uden stop (1989)
- Skibet i Skilteskoven (1992)
- Jul i Juleland (1993)
- Sort høst (1993)
- Riget I (1994)
- Riget II (1997)
- Forbudt for børn (1998)
- Dykkerne (2000)
- Prop og Berta (2000)
- Max (2000)

## Udvalgt diskografi
Studiealbum
- Otto Brandenburg (1960)
- This Is Otto Brandenburg (1960)
- Valmuevejen (med Anders Koppel, 1975)
- Noget om... (1976)
- Børnenes sange 1 (1980)
- Vores gade (med Vivi Bak, 1980)
- Har havet nogensinde glitret sådan? (1982)
- Hvordan kan du være så erotisk! – Otto Brandeburg synger Jens August Schade (1984)
- Det' her det sner (1987)
- Otto Brandenburg (1989)